# Estación Minas Shopping
La Estación Minas Shopping es una de las estaciones del Metro de Belo Horizonte, situada en Belo Horizonte, entre la Estación José Cândido da Silveira y la Estación São Gabriel.
Fue inaugurada en 1997.